# Superprestige veldrijden 2009-2010
De Superprestigewedstrijden veldrijden 2009-2010 ging van start op 11 oktober 2009 in Ruddervoorde en eindigde op 14 februari 2010 in Vorselaar. De serie bestond uit acht wedstrijden, zeven in België en één in Nederland.
De eindwinst was voor de Tsjech Zdeněk Štybar.

## Puntenverdeling
Punten werden toegekend aan alle crossers die in aanmerking kwamen voor Superprestige-punten. De top vijftien ontving punten aan de hand van de volgende tabel:
| Positie | 1  | 2  | 3  | 4  | 5  | 6  | 7 | 8 | 9 | 10 | 11 | 12 | 13 | 14 | 15 |
| Punten  | 15 | 14 | 13 | 12 | 11 | 10 | 9 | 8 | 7 | 6  | 5  | 4  | 3  | 2  | 1  |

## Mannen elite

### Kalender en podia
| Datum      | Locatie                               | Cat. | Eerste        | Tweede        | Derde            | Leider in het klassement |         |
| ---------- | ------------------------------------- | ---- | ------------- | ------------- | ---------------- | ------------------------ | ------- |
| 11/10/2009 | Cyclocross Ruddervoorde, Ruddervoorde | C1   | Sven Nys      | Niels Albert  | Zdeněk Štybar    | Sven Nys                 | details |
| 01/11/2009 | Vlaamse Aardbeiencross, Hoogstraten   | C1   | Niels Albert  | Zdeněk Štybar | Sven Nys         | Niels Albert             | details |
| 15/11/2009 | Cyclocross Asper-Gavere, Gavere       | C1   | Niels Albert  | Sven Nys      | Zdeněk Štybar    | Niels Albert             | details |
| 22/11/2009 | Bollekescross, Zogge                  | C1   | Zdeněk Štybar | Sven Nys      | Klaas Vantornout | Niels Albert / Sven Nys  | details |
| 29/11/2009 | Cyclocross Gieten, Gieten             | C1   | Sven Nys      | Kevin Pauwels | Niels Albert     | Sven Nys                 | details |
| 27/12/2009 | Cyclocross Diegem, Diegem             | C1   | Niels Albert  | Zdeněk Štybar | Kevin Pauwels    | Niels Albert             | details |
| 07/02/2010 | Cyclocross Zonhoven, Zonhoven         | C2   | Sven Nys      | Zdeněk Štybar | Kevin Pauwels    | Zdeněk Štybar            | details |
| 14/02/2010 | GP Fidea, Vorselaar                   | C1   | Zdeněk Štybar | Niels Albert  | Radomír Šimůnek  | Zdeněk Štybar            | details |

### Eindklassement
| #  | Veldrijder          | Punten |
| -- | ------------------- | ------ |
| 1  | Zdeněk Štybar       | 110    |
| 2  | Niels Albert        | 109    |
| 3  | Sven Nys            | 98     |
| 4  | Klaas Vantornout    | 88     |
| 5  | Kevin Pauwels       | 82     |
| 6  | Bart Aernouts       | 61     |
| 7  | Radomír Šimůnek     | 57     |
| 8  | Erwin Vervecken     | 50     |
| 9  | Gerben de Knegt     | 48     |
| 10 | Sven Vanthourenhout | 39     |

### Uitslagen
| #  | Naam                  | Tijd   |
| -- | --------------------- | ------ |
| 1  | Sven Nys              | 59.23  |
| 2  | Niels Albert          | + 0.40 |
| 3  | Zdeněk Štybar         | + 0.59 |
| 4  | Sven Vanthourenhout   | + 1.05 |
| 5  | Klaas Vantornout      | + 1.12 |
| 6  | Radomír Šimůnek       | zt     |
| 7  | Bart Aernouts         | + 1.16 |
| 8  | Dieter Vanthourenhout | zt     |
| 9  | Enrico Franzoi        | + 1.23 |
| 10 | Kevin Pauwels         | + 1.32 |

| #  | Naam                  | Tijd     |
| -- | --------------------- | -------- |
| 1  | Niels Albert          | onbekend |
| 2  | Zdeněk Štybar         |          |
| 3  | Sven Nys              |          |
| 4  | Kevin Pauwels         |          |
| 5  | Klaas Vantornout      |          |
| 6  | Gerben de Knegt       |          |
| 7  | Radomír Šimůnek       |          |
| 8  | Erwin Vervecken       |          |
| 9  | Bart Aernouts         |          |
| 10 | Dieter Vanthourenhout |          |

| #  | Naam                  | Tijd     |
| -- | --------------------- | -------- |
| 1  | Niels Albert          | onbekend |
| 2  | Sven Nys              |          |
| 3  | Zdeněk Štybar         |          |
| 4  | Kevin Pauwels         |          |
| 5  | Klaas Vantornout      |          |
| 6  | Bart Aernouts         |          |
| 7  | Erwin Vervecken       |          |
| 8  | Enrico Franzoi        |          |
| 9  | Gerben de Knegt       |          |
| 10 | Dieter Vanthourenhout |          |

| #  | Naam                | Tijd     |
| -- | ------------------- | -------- |
| 1  | Zdeněk Štybar       | onbekend |
| 2  | Sven Nys            |          |
| 3  | Klaas Vantornout    |          |
| 4  | Niels Albert        |          |
| 5  | Sven Vanthourenhout |          |
| 6  | Erwin Vervecken     |          |
| 7  | Radomír Šimůnek     |          |
| 8  | Bart Aernouts       |          |
| 9  | Kevin Pauwels       |          |
| 10 | Jan Verstraeten     |          |

| #  | Naam                | Tijd     |
| -- | ------------------- | -------- |
| 1  | Sven Nys            | onbekend |
| 2  | Kevin Pauwels       |          |
| 3  | Niels Albert        |          |
| 4  | Zdeněk Štybar       |          |
| 5  | Bart Aernouts       |          |
| 6  | Klaas Vantornout    |          |
| 7  | Philipp Walsleben   |          |
| 8  | Sven Vanthourenhout |          |
| 9  | Francis Mourey      |          |
| 10 | Enrico Franzoi      |          |

| #  | Naam             | Tijd     |
| -- | ---------------- | -------- |
| 1  | Niels Albert     | onbekend |
| 2  | Zdeněk Štybar    |          |
| 3  | Kevin Pauwels    |          |
| 4  | Gerben de Knegt  |          |
| 5  | Bart Wellens     |          |
| 6  | Klaas Vantornout |          |
| 7  | Erwin Vervecken  |          |
| 8  | Enrico Franzoi   |          |
| 9  | Bart Aernouts    |          |
| 10 | Radomír Šimůnek  |          |

| #  | Naam                | Tijd     |
| -- | ------------------- | -------- |
| 1  | Sven Nys            | onbekend |
| 2  | Zdeněk Štybar       |          |
| 3  | Kevin Pauwels       |          |
| 4  | Klaas Vantornout    |          |
| 5  | Niels Albert        |          |
| 6  | Erwin Vervecken     |          |
| 7  | Bart Aernouts       |          |
| 8  | Sven Vanthourenhout |          |
| 9  | Jonathan Page       |          |
| 10 | Radomír Šimůnek     |          |

| #  | Naam                  | Tijd     |
| -- | --------------------- | -------- |
| 1  | Zdeněk Štybar         | onbekend |
| 2  | Niels Albert          |          |
| 3  | Radomír Šimůnek       |          |
| 4  | Sven Nys              |          |
| 5  | Dieter Vanthourenhout |          |
| 6  | Klaas Vantornout      |          |
| 7  | Jonathan Page         |          |
| 8  | Christian Heule       |          |
| 9  | Mariusz Gil           |          |
| 10 | Bart Wellens          |          |

Kampioenschappen:  Wereldkampioenschappen · 
 Europese kampioenschappen · 
 Belgische kampioenschappen · 
 Nederlandse kampioenschappen
Klassementen:  Wereldbeker · 
 Superprestige · 
 GvA Trofee · 
 TOI TOI Cup · 
 Challenge national
Overig:  Fidea Cyclocross Classics
1982-1983 · 1983-1984 · 1984-1985 · 1985-1986 · 1986-1987 · 1987-1988 · 1988-1989 · 1989-1990 · 1990-1991 · 1991-1992 · 1992-1993 · 1993-1994 · 1994-1995 · 1995-1996 · 1996-1997 · 1997-1998 · 1998-1999 · 1999-2000 · 2000-2001 · 2001-2002 · 2002-2003 · 2003-2004 · 2004-2005 · 2005-2006 · 2006-2007 · 2007-2008 · 2008-2009 · 2009-2010 · 2010-2011 · 2011-2012 · 2012-2013 · 2013-2014 · 2014-2015 · 2015-2016 · 2016-2017 · 2017-2018 · 2018-2019 · 2019-2020 · 2020-2021 · 2021-2022 · 2022-2023 · 2023-2024 · 2024-2025